# Nicolau II (papa)
Nicolau II és el nom que Gerard de Borgonya (Castell de Chevron, 990 – Florència, 27 de juliol de 1061), va triar quan va ser papa de l'Església Catòlica del 1059 al 1061.

## L'elecció
Després de la mort d'Esteve IX, un col·legi cardenalici dividit escull com a successor Benet X. Els cardenals dissidents es reuneixen a Siena amb Hildebran, el futur Gregori VII, i eligeixen com a legítim successor el bisbe de Florència, Gerard de Borgonya, que adoptarà el nom de Nicolau II.
Després de deposar i excomunicar Benet X en un sínode celebrat a Sutri, Nicolaus II va ser coronat a Roma, el 24 de gener del 1059, en una cerimònia que per primer cop a la història s'assembla a una coronació imperial.
Només començar el seu pontificat, i millorant les mesures per reformar l'Església que havien començat els seus predecessors, va convocar un sínode a Laterà (1059), en el que a més d'ordenar l'excomunió dels sacerdots casats que no repudiessin les seves esposes, prohibia als laics participar en misses celebrades per sacerdots excomunicats. De la seva forta lluita contra el matrimoni dels clergues, deriva el terme nicolaisme.
En aquest mateix concili es prohibeix als sacerdots rebre una església de mans laiques i pagar per obtenir càrrecs eclesiàstics (simonia).

## Reforma de l'elecció papal
Però l'aspecte més destacat del sínode de 1059 van ser les noves regles per les eleccions papals. El nou sistema excloïa, tant l'emperador com la noblesa romana de la designació dels pontífexs, i es va decretar que:
- El candidat havia de ser proposat pels cardenals bisbes. En primera instància havia de pertànyer a la clerecia romana, i si no és trobés consens, a qualsevol altre lloc.[4]
- L'acceptació o rebuig incumbia a tot el col·legi cardenalici, format pels cardenals bisbes i pels cardenals preveres. En aquesta època, els cardinals eren els set diaques de les esglésies de Roma i els sis bisbes de les diòcesis dels voltants. No hi havia cap cardenal foraster fins que Alexandre III el 1165 va promoure Conrad de Wittelsbach a aquest honor.[5][6]
- El paper del clergue restant i del poble romà queda reduït al dret, purament formal, d'aprovació posterior.
- L'elecció s'havia de celebrar a Roma.
- L'emperador només tenia dret a consens, mai d'oposició.

L'emperador Enric IV va declarar nuls els decrets adoptats al sínode i va rebutjar aquesta pèrdua de drets imperials, que es basaven en la Constitutio Romana de 824 , també anomenat Constituio Lotharii; i en el Privilegium Othonis de 962.

## Relació amb els normands
Aquest enfrontament amb el Sacre Imperi, que l'Església no considera temporal perquè porta implícita la independència o no d'aquesta, va provocar que el papa Nicolau II busqui noves aliances per la futura lluita contra l'emperador. Els nous aliats de l'Església van els normands, que sota la direcció de Robert Guiscard, es troben sòlidament establerts al sud d'Itàlia des del 1016.
L'aliança es cristal·litzarà en el sínode de Melfi (1059), en el qual se cedeixen als normands, com a feude papal, una sèrie de territoris que fins aleshores eren imperials, a canvi, Nicolau II, obté el reconeixement del Benevent com a territori pontifici i rep un tribut i auxili armat.
No va ser l'única causa que enfrontés el papat amb l'Imperi, ja que també el 1059, la cúria romana va donar suport a un moviment revolucionari conegut, pel mercat de trastos vells de Milà, com «pataria» que va obligar l'arquebisbe Wide de Milà, nomenat pel govern imperial, a renunciar al seu càrrec i tornar-lo a rebre de mans del papa.
Nicolau II va morir a Florència el 27 de juny del 1061 i hi fou sebollit al duomo.